# Wiehlea calcarifera
Genre
Espèce
Synonymes
- Gongylidiellum calcariferum Simon, 1884
- Wiehlea huetheri Braun, 1959

Wiehlea calcarifera, unique représentant du genre Wiehlea, est une espèce d'araignées aranéomorphes de la famille des Linyphiidae.

## Distribution
Cette espèce se rencontre en Europe de l'Ouest.

## Publications originales
- Simon, 1884 : Les arachnides de France. Paris, vol. 5, p. 180-885 (texte intégral).
- Braun, 1959: Eine neue deutsche Micryphantide, Wiehlea huetheri (Arach., Araneae). Senckenbergiana biologica, vol. 40, p. 99-103.